# Lizzie McGuire (serial telewizyjny)
Lizzie McGuire – serial dla młodzieży wyprodukowany przez Disney Channel.
Bohaterką serialu jest Lizzie, uczennica gimnazjum, która codziennie zmaga się ze szkolną rzeczywistością. Napotyka typowe problemy z nauką, życiem w dużej grupie, chłopcami, rodzicami i młodszym bratem. Ze swoimi problemami radzi sobie dzięki swoim dwóm przyjaciołom – Mirandzie i Gordo.
Serial cieszy się dużą popularnością wśród nastolatek, ponieważ opowiada o problemach, z jakimi nastolatki muszą radzić sobie na co dzień:
- rodzeństwo – młodszy brat Matt jest tak uciążliwy, że Lizzie wciąż musi błagać rodziców, aby on dał jej spokój. Ponadto Matt płata siostrze nieznośne figle, które stają się nie do wytrzymania.
- rodzice – mimo iż Lizzie nie cierpi rozmów z matką, jej matka często zna problemy córki i stara się podejść do tego psychologicznie i dawać jak najlepsze rady córce. Najczęściej dziewczyna zaczyna rozumieć mądrość życiowych rad zbyt późno i potem musi wszystko naprawiać. Ojciec chciałby czasem po prostu pobyć z córką, z czego bohaterka również nie jest zadowolona, gdyż w takich chwilach zazwyczaj jest świetna impreza lub wypad na kręgle z paczką Ethana.
- nauczyciele – z nauczycielami nie zawsze łatwo jest się dogadać, a już pan Dig to wyjątkowo niezrozumiały nauczyciel.
- wrogowie – Lizzie, jak każda dziewczyna, nie jest uwielbiana przez wszystkich. A już na pewno nie przez Kate i jej przyjaciółkę. Kate bardzo często stara się poniżyć Lizzie na oczach wszystkich uczniów. Ale Lizzie wraz z Mirandą i Gordo nie pozostają jej dłużni.
- chłopcy – Lizzie jest zakochana w Ethanie – chłopaku, który nie jest zbyt mądry, ale za to jest przystojny. Chłopiec woli jednak zarozumiałą Kate Sanders. W jednym z odcinków w Lizzie zakochał się także prawdziwy aktor, lecz nic z tego nie wynikło, gdyż wszystko zepsuli fotoreporterzy.

## Wersja polska

### Odcinki 1–19, 24, 30
Wersja polska: Master Film na zlecenie Zig Zapa

Reżyseria: Małgorzata Boratyńska

Dialogi: Agnieszka Farkowska

Dźwięk: Urszula Ziarkiewicz

Montaż i kierownictwo produkcji: Agnieszka Kołodziejczyk

Wystąpili:
- Magdalena Krylik – Lizzie McGuire
- Agnieszka Matynia – Miranda Sanchez
- Jonasz Tołopiło – David „Gordo” Gordon
- Łukasz Gil – Matt McGuire
- Agnieszka Kunikowska – Jo McGuire
- Artur Kaczmarski – Sam McGuire
- Marek Molak – Ethan Craft
- Julia Kołakowska – Kate Sanders
- Grzegorz Drojewski – Larry Tudgeman
- Marcin Perchuć – pan Pettus (odc. 3, 6)

i inni
Piosenkę czołówkową śpiewała: Magdalena Krylik
Lektor: Dariusz Odija

### Odcinki 20–23, 25–29, 31–64
Opracowanie wersji polskiej: na zlecenie ZigZapa – Start International Polska

Reżyseria:
- Paweł Galia,
- Artur Kaczmarski

Dialogi polskie: Piotr Radziwiłowicz

Dźwięk i montaż: Jerzy Wierciński

Kierownik produkcji: Anna Kuszewska

Udział wzięli:
- Magdalena Krylik – Lizzie McGuire
- Agnieszka Matynia – Miranda Sanchez
- Jonasz Tołopiło – David „Gordo” Gordon
- Agnieszka Kunikowska – Jo McGuire
- Artur Kaczmarski – Sam McGuire
- Łukasz Gil – Matt McGuire

W pozostałych rolach:
- Małgorzata Puzio –
  - Kate Sanders,
  - dziewczyna (odc. 43),
  - dzieci (odc. 51)
- Marek Molak – Ethan Craft
- Krzysztof Szczerbiński –
  - Larry Tudgeman,
  - Ronny Jacobs (odc. 32),
  - prowadzący wiadomości (odc. 42)
- Marzena Weselińska – Claire Miller
- Zuzanna Galia –
  - Melina Bianco,
  - Andie „Tosiemka” Robinson (odc. 45),
  - organizatorka eliminacji dla cheerleaderek (odc. 48)
- Małgorzata Drozd – Danielle Sanchez, matka Mirandy (odc. 31, 34)
- Jacek Kopczyński – Digby Sellers (odc. 34, 57, 63)
- Cezary Kwieciński – Sonny (odc. 39)
- Kajetan Lewandowski –
  - Patterson (odc. 39),
  - Clark Benson (odc. 40),
  - chłopiec (odc. 43),
  - uczeń (odc. 57)
- Beata Wyrąbkiewicz –
  - dziewczyna (odc. 43),
  - Parker McKenzie (odc. 57)
- Joanna Wizmur –
  - pani Carrabino (odc. 44),
  - pani Varga (odc. 57)
- Anna Sroka-Hryń – Amy Sanders (odc. 51)
- Ewa Serwa – pani Dew (odc. 56)
- Mirosława Krajewska –
  - babcia Gorda (odc. 60),
  - Marge (odc. 61),
- Elżbieta Kijowska –
  - pani Carrabino (odc. 61),
  - Kelly (odc. 64)
- Monika Wierzbicka – Daisy (odc. 65)

i inni
Piosenkę czołówkową śpiewała: Magdalena Krylik
Lektor:
- Robert Tondera,
- Paweł Galia,
- Artur Kaczmarski

## Bohaterowie
- Lizzie McGuire (Hilary Duff) – główna bohaterka serialu. Nie znosi swojego brata. Lizzie ma około 14 lat i chodzi do gimnazjum. Zakochana w Ethanie.
- Matt McGuire (Jake Thomas) – młodszy brat Lizzie. Lubi psocić i pakować się w tarapaty. Wraz z koleżanką Meliną są klasowymi żartownisiami. Matt ma także przyjaciela – Lenny’ego, z którym wymyślają różne hobby.
- Jo McGuire (Hallie Todd) – mama Lizzie. Na co dzień zajmuje się domem. Jest stanowcza i wyrozumiała.
- Sam McGuire (Robert Carradine) – tata Lizzie. Jego pasją jest malowanie krasnali ogrodowych. Jest dość naiwny, jakby żył w innym świecie.
- David „Gordo” Gordon (Adam Lamberg) – najlepszy przyjaciel Lizzie. W pewnym czasie zakochuje się w Lizzie, tylko nie wie, jak jej to powiedzieć. Jest mądry i ma własny styl.
- Kate Sanders (Ashlie Brillault) – wróg Lizzie. Kate jest cheerleaderką. Gdy nią jeszcze nie była, przyjaźniła się z Lizzie. Potem to się jednak zepsuło.
- Ethan Craft (Clayton Snyder) – szkolny przystojniak. Wszyscy się w nim kochają, w tym też Lizzie. On jednak nic do niej nie czuje. Ethan nie ma matki i wychowuje go macocha. Nie jest zbytnio mądry.
- Miranda Sanchez (Lalaine) – najlepsza przyjaciółka Lizzie. Nawet gdy się pokłócą, z nią szybko się pogodzą.
- Lanny Onasis (Christian Copelin) – przyjaciel Matta. Nic nigdy nie mówi, ale Matt i tak go rozumie.
- Melina (Carly Schroeder) – przyjaciółka Matta. Zawsze razem pakują się w tarapaty. Można rzec, że jest dziewczyną Matta.
- Larry Tudgeman (Kyle Downes) – ciągle chodzi w tej samej koszulce i często jest obrzydliwy. Próbuje dorównać Gordo w nauce, ale nie zawsze mu się to udaje.
- Dig (Arvie Lowe Jr.) – nauczyciel w szkole. Zazwyczaj jest na zastępstwach, więc uczy wszystkich przedmiotów. W jednym z odcinków przyjaźnił się z ojcem Lizzie. Warto także wspomnieć, że jest nietypowym nauczycielem, np. uczy matematyki, grając w karty.

## Informacje dodatkowe
- sezon pierwszy: (premiera w Polsce – październik 2004)
  - 21 odcinków (emisja październik 2004 – sierpień 2006)
- sezon drugi: (premiera w Polsce – wrzesień 2005)
  - 22 odcinki (emisja wrzesień 2005 – sierpień 2007)
- sezon trzeci: (premiera w Polsce – styczeń 2006)
  - 22 odcinki (emisja styczeń 2006 – październik 2007)

## Spis odcinków
| N/o            | Polski tytuł                        | Angielski tytuł                   |
| -------------- | ----------------------------------- | --------------------------------- |
|                |                                     |                                   |
| SERIA PIERWSZA |                                     |                                   |
|                |                                     |                                   |
| 01             | Plotki                              | Rumors                            |
|                |                                     |                                   |
| 02             | Szkolne zdjęcia                     | Picture Day                       |
|                |                                     |                                   |
| 03             | Mama atakuje                        | When Moms Attack                  |
|                |                                     |                                   |
| 05             | Gimnastyka artystyczna              | I’ve Got Rhythmic                 |
|                |                                     |                                   |
| 06             | Wybór zawodu                        | Jack Of All Trades                |
|                |                                     |                                   |
| 07             | Aaron Carter przybywa               | Aaron Carter’s Coming to Town     |
|                |                                     |                                   |
| 08             | Opieka i zaufanie                   | Misadventures of Babysitting      |
|                |                                     |                                   |
| 09             | Wybory                              | Election                          |
|                |                                     |                                   |
| 10             | Jak w małżeństwie                   | I Do, I Don’t                     |
|                |                                     |                                   |
| 11             | L-kwadrat                           | Bad Girl McGuire                  |
|                |                                     |                                   |
| 12             | Tylko dla dorosłych                 | Between a Rock and a Bra Place    |
|                |                                     |                                   |
| 13             | Stare klimaty                       | Come Fly with Me                  |
|                |                                     |                                   |
| 14             | Miranda – aktorka                   | Random Acts Of Miranda            |
|                |                                     |                                   |
| 15             | Koszmar Lizzie                      | Lizzie’s Nightmares               |
|                |                                     |                                   |
| 16             | Obsesja                             | Obsession                         |
|                |                                     |                                   |
| 17             | Więzy między rodzeństwem            | Sibling Bonds                     |
|                |                                     |                                   |
| 18             | Przybory szkolne                    | Rated Aargh!                      |
|                |                                     |                                   |
| 19             | Gordo i dziewczyna                  | Gordo and the Girl                |
|                |                                     |                                   |
| 20             | Douczanie Ethan’a                   | Educating Ethan                   |
|                |                                     |                                   |
| 21             | Spotkanie przy kręglach             | Lizzie Strikes Out                |
|                |                                     |                                   |
| SERIA DRUGA    |                                     |                                   |
|                |                                     |                                   |
| 22             | Projekt Stana Jansena               | The Untitled Stan Jansen Project  |
|                |                                     |                                   |
| 23             | Modelowi przyjaciele                | Last Year’s Model                 |
|                |                                     |                                   |
| 24             | Święto dnia zmarłych                | Night of The Day of the Dead      |
|                |                                     |                                   |
| 25             | Olimpiada z życia                   | Facts of Life                     |
|                |                                     |                                   |
| 26             | Uwodzicielski Larry                 | Scarlet Larry                     |
|                |                                     |                                   |
| 27             | Gordo i krasnoludy                  | Gordo and the Dwarfs              |
|                |                                     |                                   |
| 28             | Wspaniała przygoda Kate i Lizzie    | Lizzie and Kate’s Big Adventure   |
|                |                                     |                                   |
| 29             | Miranda w zalotach                  | The Courtship Of Miranda Sanchez  |
|                |                                     |                                   |
| 30             | Film Gordo                          | Gordo’s Video                     |
|                |                                     |                                   |
| 31             | Bar mictwa Gorda                    | Gordo’s Bar Mitzvah               |
| 32             | Pierwszy pocałunek                  | First Kiss                        |
|                |                                     |                                   |
| 33             | Oro de Montezuma                    | El Oro De Montezuma               |
|                |                                     |                                   |
| 34             | Najlepsza przyjaciółka mamy         | Mom’s best Friend                 |
|                |                                     |                                   |
| 35             | Wzlot i upadek Kate                 | Rise and Fall of Kate             |
|                |                                     |                                   |
| 36             | Pracująca dziewczyna                | Working Girl                      |
|                |                                     |                                   |
| 37             | Konkurs pana Diga                   | And The Winner Is                 |
|                |                                     |                                   |
| 38             | W pogoni za piłką                   | The Longest Yard                  |
|                |                                     |                                   |
| 39             | Po prostu przyjaciele               | Just Friends                      |
|                |                                     |                                   |
| 40             | Nieoczekiwana zamiana miejsc        | Those Freaky McGuires             |
|                |                                     |                                   |
| 41             | Grunt to zaufanie                   | In Miranda Lizzie Does Not Trust  |
|                |                                     |                                   |
| 42             | Pod górkę                           | Over the Hill                     |
|                |                                     |                                   |
| 43             | Najlepiej ubrana w szkole           | Best Dressed For Much Less        |
|                |                                     |                                   |
| SERIA TRZECIA  |                                     |                                   |
|                |                                     |                                   |
| 44             | Głowa dyrektora                     | You’re A Good Man, Lizzie McGuire |
|                |                                     |                                   |
| 45             | Taka jak Lizzie                     | Just Like Lizzie                  |
|                |                                     |                                   |
| 46             | Zwariowany świat Lizzie             | Lizzie in the Middle              |
|                |                                     |                                   |
| 47             | Wewnętrzne piękno                   | Inner Beauty                      |
|                |                                     |                                   |
| 48             | Przeniesienie                       | Movin’ On Up                      |
|                |                                     |                                   |
| 49             | Ale impreza                         | Party Over Here                   |
|                |                                     |                                   |
| 50             | Kto mówi prawdę?                    | She Said, He said, She Said       |
|                |                                     |                                   |
| 51             | Odjazdowe święta                    | Xtreme Xmas                       |
|                |                                     |                                   |
| 52             | Współlokatorzy                      | Lizzie’s Eleven                   |
|                |                                     |                                   |
| 53             | Droga Lizzie...                     | Dear Lizzie                       |
|                |                                     |                                   |
| 54             | Przedsięwzięcie Gorda               | Clue-Less                         |
|                |                                     |                                   |
| 55             | Żegnaj Gimnazjum                    | Bye Bye Hillridge Junior High     |
|                |                                     |                                   |
| 56             | Kumpel                              | Bunkies                           |
|                |                                     |                                   |
| 57             | Operacja zdjęcia Lizzie             | A Gordo Story                     |
|                |                                     |                                   |
| 58             | Kowbojska rewia na dzikim zachodzie | Grubby Longjohn’s Olde Tyme Revue |
|                |                                     |                                   |
| 59             | Przyjęcie z niespodzianką           | The Greatest Crush Of All         |
|                |                                     |                                   |
| 60             | Nowomodna babcia                    | Grand Ole’ Grandma                |
|                |                                     |                                   |
| 61             | Przemiana Larry’ego                 | My Fair Larry                     |
|                |                                     |                                   |
| 62             | Kompleks Gorda                      | The Gordo Shuffle                 |
|                |                                     |                                   |
| 63             | Obiad z Panem Digiem                | My Dinner with Dig                |
|                |                                     |                                   |
| 64             | Zadurzona Lizzie                    | Just One Of The Guys              |
|                |                                     |                                   |
| 65             | Zaczarowany pociąg                  | Magic Train Series Finale         |
|                |                                     |                                   |